# Kostel Nanebevzetí Panny Marie (Moravská Třebová)
Děkanský kostel Nanebevzetí Panny Marie v Moravské Třebové na Kostelním náměstí je raně novověkou církevní stavbou. Jde o farní kostel farnosti Moravská Třebová. Od roku 1964 je kostel zapsán do státního seznamu kulturních památek.

## Historie
Roku 1270 je na místě doložena raně gotická svatyně. Tu ale poškodil požár roku 1541. Od roku 1549 započala její obnova. Roku 1572 byl stavitel Prokeš Riemer pověřen stavbou věže. Roku 1726 byl kostel poničen požárem a tehdejší majitelé třebovského panství, Lichtenštejnové, jej téměř od základů nechali obnovit. Obnovy se ujal architekt Antonio Maria Nicolao Beduzzi (1675–1735), který byl císařským dvorním divadelním inženýrem Josefa I. a od 20. let 17. století také lichtenštejnským dvorním architektem.

## Výzdoba
V kostele se nachází četná malířská a sochařská díla tzv. olomouckého a severomoravského okruhu. Jsou zde sochy sv. Anny a sv. Jáchyma a početné alegorie.
Malby jsou dílem mohelnického malíře Judy Tadeáše Josefa Suppera. Ten se v Moravské Třebové usadil roku 1736. Je autorem freskové výzdoby, kterou dokončil až jeho syn František Karel Silvestr.

## Loretánská kaple
Loretánská kaple byla přistavěna ke kostelu roku 1767 a jejím stavebníkem byl třebovský měšťan Matouš Klosy. Kaple zaujímá cíp mezi věží a závěrem kostela – kratší stranou je přistavěna k věži, delší stranou k boční kapli chrámové lodi. Je zastřešena, na vrcholu střechy má vlastní sanktusník. V hrobce pod kaplí je pohřben malíř Juda Tadeáš Supper.